# Trosa landsfiskalsdistrikt
Trosa landsfiskalsdistrikt var 1918–1964 ett landsfiskalsdistrikt i Södermanlands län, bildat som Hölebo landsfiskalsdistrikt när Sveriges indelning i landsfiskalsdistrikt trädde i kraft den 1 januari 1918, enligt beslut den 7 september 1917. När Sveriges nya indelning i landsfiskalsdistrikt trädde i kraft den 1 oktober 1941 (enligt kungörelsen den 28 juni 1941) ändrades distriktets namn till Trosa landsfiskalsdistrikt. Den 1 januari 1965 avskaffades i Sverige samtliga landsfiskaler och landsfiskalsdistrikt, och deras arbetsuppgifter delades upp på de nyskapade indelningarna polisdistrikt, åklagardistrikt och kronofogdedistrikt.
Landsfiskalsdistriktet låg under länsstyrelsen i Södermanlands län.

## Ingående områden
Den 1 januari 1926 sammanslogs Trosa landskommun med Vagnhärads landskommun för att bilda Trosa-Vagnhärads landskommun. Den 1 oktober 1941 (enligt kungörelsen den 28 juni 1941) tillfördes kommunerna Bogsta, Sättersta och Tystberga från Rönö landsfiskalsdistrikt. Trosa stad tillfördes i polis- och åklagarhänseende, efter att stadsfiskalstjänsten i staden upphört, men inte i utsökningshänseende. 1 januari 1948 förenades Trosa stad med distriktet även i utsökningshänseende, och tillhörde då i alla avseenden landsfiskalsdistriktet. När Sveriges nya indelning i landsfiskalsdistrikt trädde i kraft den 1 januari 1952 (enligt kungörelsen 1 juni 1951) ändrades distriktets omfattning.

### Från 1918
Hölebo härad:
- Hölö landskommun
- Mörkö landskommun
- Trosa landskommun
- Vagnhärads landskommun
- Västerljungs landskommun

Rönö härad:
- Bälinge landskommun
- Lästringe landskommun
- Torsåkers landskommun

### Från 1926
Hölebo härad:
- Hölö landskommun
- Mörkö landskommun
- Trosa-Vagnhärads landskommun
- Västerljungs landskommun

Rönö härad:
- Bälinge landskommun
- Lästringe landskommun
- Torsåkers landskommun

### Från 1 oktober 1941
- Trosa stad (förutom i utsökningshänseende, som staden skötte själv)[3]

Hölebo härad:
- Hölö landskommun
- Mörkö landskommun
- Trosa-Vagnhärads landskommun
- Västerljungs landskommun

Rönö härad:
- Bogsta landskommun
- Bälinge landskommun
- Lästringe landskommun
- Sättersta landskommun
- Torsåkers landskommun
- Tystberga landskommun

### Från 1948
- Trosa stad

Hölebo härad:
- Hölö landskommun
- Mörkö landskommun
- Trosa-Vagnhärads landskommun
- Västerljungs landskommun

Rönö härad:
- Bogsta landskommun
- Bälinge landskommun
- Lästringe landskommun
- Sättersta landskommun
- Torsåkers landskommun
- Tystberga landskommun

### Från 1 januari 1952
- Hölö landskommun
- Trosa stad
- Tystberga landskommun
- Vagnhärads landskommun